# Anime News Network
Anime News Network (ANN) è un sito web in lingua inglese di notizie e informazioni riguardanti il mondo di anime, manga, cultura popolare giapponese e altra cultura otaku. Il sito fornisce inoltre recensioni, contenuti editoriali (colonne, blog, articoli, interviste ecc.), un'enciclopedia e un forum dove i lettori possono discutere su argomenti ed eventi recenti. L'enciclopedia contiene un grande numero di anime e manga con informazioni sullo staff giapponese, inglese e internazionale, sulle musiche, riassunti delle trame e user rating. Anime News Network ha anche un canale IRC sul network WorldIRC #animenewsnetwork. Dal 2005 lo staff editoriale di ANN collabora con la rivista di anime Anime News Network's Protoculture Addicts.

## Storia
Anime News Network venne fondato nel luglio del 1998 da Justin Sevakis.
Nel maggio del 2000 l'editor attuale Christopher Macdonald si è unito allo staff del sito, rimpiazzando Isaac Alexander.
Il 7 settembre 2004, la newsletter Sci Fi Weekly, del Sci Fi Channel l'ha citato come Sito della Settimana.
Nel gennaio 2007 è stata lanciata una versione del sito australiana. 
.
Il 7 Agosto 2017 un hacker riesce ad entrare in possesso del sito compromettendo gli account degli utenti registrati, nonché l'account Twitter e gli account personali del direttore generale Christopher Macdonald e dell'executive editor Zac Bertschy. Dopo essere riusciti ad impadronirsi nuovamente del sito, l'amministratore ha pubblicato un dettagliato articolo spiegando come ciò sia potuto accadere.

## Il sito
Il cuore effettivo del sito è rappresentato dalla sezione encyclopedia, contenente soprattutto le informazioni sui diversi titoli del mondo dei fumetti e dell'animazione giapponese, classificati appunto in due macrosezioni - anime e manga - a loro volta suddivise per ordine alfabetico dei titoli riportati. Allo stesso modo, sono presenti due altre sezioni riguardanti le compagnie - intese sia come studi di animazione, o case produttrici di fumetti - e lo staff che lavora nel mondo di anime e manga, dai doppiatori (声優?, seiyū), ai mangaka (漫画家?, mangaka), registi, sceneggiatori e così via.
La caratteristica principale di Anime News Network è quella di essere un database costantemente aggiornato, grazie al lavoro degli utenti registrati che modificano liberamente i contenuti enciclopedici del sito.